# Lijst van rijksmonumenten in Bergen op Zoom (stad)
De stad Bergen op Zoom, in de Nederlandse provincie Noord-Brabant, telt 303 inschrijvingen in het rijksmonumentenregister. Hieronder een compleet overzicht.
| Object | Oorspronkelijke functie?  | Bouwjaar                                            | Architect                    | Locatie                                                      | Coördinaten?                  | Nr.?   | Afbeelding |
| --- | ------------------------- | --------------------------------------------------- | ---------------------------- | ------------------------------------------------------------ | ----------------------------- | ------ | --- |
| Huis onder dwars zadeldak dat een geheel vormt met dat van 3/5/7 | Woonhuis                  |                                                     |                              | Blauwehandstraat 9                                           | 51° 29' 44" NB, 4° 17' 22" OL | 9047   | Huis onder dwars zadeldak dat een geheel vormt met dat van 3/5/7                                                                                            |
| Huis onder zadeldak met gepleisterde lijstgevel | Woonhuis                  |                                                     |                              | Blauwehandstraat 11                                          | 51° 29' 44" NB, 4° 17' 22" OL | 9048   | Huis onder zadeldak met gepleisterde lijstgevel |
| Huis onder zadeldak met gepleisterde lijstgevel | Woonhuis                  |                                                     |                              | Blauwehandstraat 13                                          | 51° 29' 44" NB, 4° 17' 22" OL | 9049   | Huis onder zadeldak met gepleisterde lijstgevel |
| Huis met witgeverfde lijstgevel, ingang met geblokte witte pilasters | Woonhuis                  |                                                     |                              | Blauwehandstraat 17                                          | 51° 29' 45" NB, 4° 17' 21" OL | 9050   | Meer afbeeldingen |
| Huis met ontpleisterde lijstgevel, en met pilasters en kroonlijst versierde ingang | Woonhuis                  |                                                     |                              | Blauwehandstraat 25                                          | 51° 29' 46" NB, 4° 17' 20" OL | 9051   | Huis met ontpleisterde lijstgevel, en met pilasters en kroonlijst versierde ingang                                                                          |
| Zeer eenvoudig huis met gebosseerde gepleisterde lijstgevel | Woonhuis                  |                                                     |                              | Blauwehandstraat 27                                          | 51° 29' 46" NB, 4° 17' 20" OL | 9052   | Meer afbeeldingen |
| Eenvoudig huis met witgeverfde lijstgevel en schilddak | Woonhuis                  |                                                     |                              | Blauwehandstraat 29                                          | 51° 29' 46" NB, 4° 17' 20" OL | 9053   | Meer afbeeldingen |
| Eenvoudig huis met gecemente lijstgevels op de hoek van de Engelsestraat | Woonhuis                  |                                                     |                              | Blauwehandstraat 31                                          | 51° 29' 46" NB, 4° 17' 20" OL | 9054   | Meer afbeeldingen |
| Woonhuis, onderkelderd met verdieping onder met rode Hollandse pannen gedekt zadeldak                                                                                                  | Woonhuis                  |                                                     |                              | Blauwehandstraat 35                                          | 51° 29' 47" NB, 4° 17' 18" OL | 9055   | Meer afbeeldingen |
| Goudsblomme | Woonhuis                  |                                                     |                              | Blauwehandstraat 4                                           | 51° 29' 44" NB, 4° 17' 24" OL | 9056   | Meer afbeeldingen |
| Huis met lijstgevel van roodgeverfde baksteen en met schilddak | Werk-woonhuis             |                                                     |                              | Blauwehandstraat 16                                          | 51° 29' 45" NB, 4° 17' 22" OL | 9057   | Huis met lijstgevel van roodgeverfde baksteen en met schilddak                                                                                              |
| Huis met lijstgevel en zadeldak | Woonhuis                  |                                                     |                              | Blauwehandstraat 18                                          | 51° 29' 45" NB, 4° 17' 22" OL | 9058   | Meer afbeeldingen |
| Huis met lijstgevel, zadeldak en ingangspartij met geblokte witte pilasters | Woonhuis                  |                                                     |                              | Blauwehandstraat 20                                          | 51° 29' 45" NB, 4° 17' 22" OL | 9059   | Huis met lijstgevel, zadeldak en ingangspartij met geblokte witte pilasters                                                                                 |
| Huis met lijstgevel, kroonlijst op consoles en bovenlicht met ruitmotief | Woonhuis                  |                                                     |                              | Blauwehandstraat 22                                          | 51° 29' 45" NB, 4° 17' 22" OL | 9060   | Huis met lijstgevel, kroonlijst op consoles en bovenlicht met ruitmotief                                                                                    |
| Huis met gebosseerde witgepleisterde lijstgevel, kroonlijst op voluutvormige consoles, ingang met geblokte pilasters en met kroonlijstje waarin triglyphen                             | Werk-woonhuis             |                                                     |                              | Blauwehandstraat 24                                          | 51° 29' 45" NB, 4° 17' 21" OL | 9061   | Huis met gebosseerde witgepleisterde lijstgevel, kroonlijst op voluutvormige consoles, ingang met geblokte pilasters en met kroonlijstje waarin triglyphen  |
| Huis met witgepleisterde lijstgevel en ingangspartij met geblokte pilasters en kroonlijstje met triglyphen                                                                             | Woonhuis                  |                                                     |                              | Blauwehandstraat 26                                          | 51° 29' 46" NB, 4° 17' 21" OL | 9062   | Huis met witgepleisterde lijstgevel en ingangspartij met geblokte pilasters en kroonlijstje met triglyphen                                                  |
| Huis met gebosseerd witgepleisterde lijstgevel | Woonhuis                  |                                                     |                              | Blauwehandstraat 30                                          | 51° 29' 46" NB, 4° 17' 21" OL | 9063   | Huis met gebosseerd witgepleisterde lijstgevel |
| Blauwe Hand | Sociale zorg, liefdadigh. |                                                     |                              | Blauwehandstraat 32                                          | 51° 29' 46" NB, 4° 17' 21" OL | 9064   | Meer afbeeldingen |
| Groot pand met gebosseerd gepleisterde lijstgevel, kroonlijst en schilddak | Woonhuis                  |                                                     |                              | Blauwehandstraat 34                                          | 51° 29' 47" NB, 4° 17' 20" OL | 9065   | Meer afbeeldingen |
| Huis met lijstgevel en zijtopgevels waartussen zadeldak | Woonhuis                  |                                                     |                              | Sint - Catharinaplein 1                                      | 51° 29' 45" NB, 4° 17' 12" OL | 9066   | Meer afbeeldingen |
| Huis onder dwars zadeldak en met gepleisterde lijstgevel | Woonhuis                  |                                                     |                              | Sint - Catharinaplein 2                                      | 51° 29' 46" NB, 4° 17' 11" OL | 9067   | Meer afbeeldingen |
| Huis onder dwars, met rode rode pannen belegd zadeldak en met gepleisterde lijstgevel                                                                                                  | Woonhuis                  |                                                     |                              | Sint - Catharinaplein 3                                      | 51° 29' 46" NB, 4° 17' 11" OL | 9068   | Meer afbeeldingen |
| Huis onder dwars zadeldak en met gepleisterde lijstgevel | Woonhuis                  |                                                     |                              | Sint - Catharinaplein 4                                      | 51° 29' 46" NB, 4° 17' 11" OL | 9069   | Meer afbeeldingen |
| Huis onder schilddak en met gesausde lijstgevel | Woonhuis                  |                                                     |                              | Sint - Catharinaplein 5                                      | 51° 29' 46" NB, 4° 17' 11" OL | 9070   | Meer afbeeldingen |
| Huis onder dwars schilddak dat een geheel vormt met dat van nr 7 | Woonhuis                  |                                                     |                              | Sint - Catharinaplein 6                                      | 51° 29' 46" NB, 4° 17' 11" OL | 9071   | Meer afbeeldingen |
| Huis onder dwars schilddak dat een geheel vormt met dat van nr 6 | Woonhuis                  |                                                     |                              | Sint - Catharinaplein 7                                      | 51° 29' 46" NB, 4° 17' 11" OL | 9072   | Meer afbeeldingen |
| Huis onder schilddak en met gepleisterde lijstgevel | Werk-woonhuis             |                                                     |                              | Sint - Catharinaplein 8                                      | 51° 29' 46" NB, 4° 17' 11" OL | 9073   | Meer afbeeldingen |
| Huis onder hoog zadeldak en met gepleisterde lijstgevel | Woonhuis                  |                                                     |                              | Sint - Catharinaplein 9                                      | 51° 29' 47" NB, 4° 17' 11" OL | 9074   | Meer afbeeldingen |
| Huis onder hoog zadeldak en met geelgepleisterde lijstgevel | Woonhuis                  |                                                     |                              | Sint - Catharinaplein 10                                     | 51° 29' 47" NB, 4° 17' 11" OL | 9075   | Meer afbeeldingen |
| Huis onder hoog met blauwe pannen belegd zadeldak en met gepleisterde lijstgevel | Woonhuis                  |                                                     |                              | Sint - Catharinaplein 11                                     | 51° 29' 47" NB, 4° 17' 10" OL | 9076   | Meer afbeeldingen |
| Huis met zadeldak en witgepleisterde topgevel | Werk-woonhuis             |                                                     |                              | Sint - Catharinaplein 12                                     | 51° 29' 47" NB, 4° 17' 10" OL | 9077   | Meer afbeeldingen |
| Huis onder schilddak en met gepleisterde lijstgevels | Woonhuis                  |                                                     |                              | Sint - Catharinaplein 13                                     | 51° 29' 48" NB, 4° 17' 10" OL | 9078   | Meer afbeeldingen |
| Pand met in afgeknotte, door een kroonlijst afgedekte en gepleisterde trapgevel | Woonhuis                  |                                                     |                              | Dubbelstraat 4                                               | 51° 29' 44" NB, 4° 16' 48" OL | 9079   | Meer afbeeldingen |
| Pand met verdieping en schilddak, dat aan de achterzijde wordt afgesloten door een puntgevel met vlechtwerk en ontlastingsboog boven het verdiepingsvenster                            | Woonhuis                  |                                                     |                              | Dubbelstraat 12                                              | 51° 29' 44" NB, 4° 16' 47" OL | 9080   | Pand met verdieping en schilddak, dat aan de achterzijde wordt afgesloten door een puntgevel met vlechtwerk en ontlastingsboog boven het verdiepingsvenster |
| Pand met zolderverdieping en schilddak, dat aan de achterzijde aansluit tegen een puntgevel met ontlastingsboog boven het zoldervenster                                                | Woonhuis                  | 17e eeuw                                            |                              | Dubbelstraat 12A                                             | 51° 29' 44" NB, 4° 16' 47" OL | 9081   | Meer afbeeldingen |
| Pand onder zadeldak met aan de voorzijde puntgevel, voorzien van vlechtingen en gemetselde toppilaster                                                                                 | Werk-woonhuis             |                                                     |                              | Dubbelstraat 43                                              | 51° 29' 45" NB, 4° 16' 42" OL | 9082   | Meer afbeeldingen |
| Huis met rood geschilderde lijstgevel, kroonlijst op consoles en schilddak | Werk-woonhuis             |                                                     |                              | Engelsestraat 15                                             | 51° 29' 45" NB, 4° 17' 16" OL | 9083   | Meer afbeeldingen |
| Huis met witgeschilderde lijstgevel en eenvoudige ingangsomlijsting | Woonhuis                  |                                                     |                              | Engelsestraat 19                                             | 51° 29' 45" NB, 4° 17' 16" OL | 9084   | Huis met witgeschilderde lijstgevel en eenvoudige ingangsomlijsting                                                                                         |
| Huis met witgeschilderde lijstgevel waarin horizontale natuursteenbanden te onderscheiden zijn                                                                                         | Woonhuis                  |                                                     |                              | Engelsestraat 27                                             | 51° 29' 46" NB, 4° 17' 18" OL | 9086   | Huis met witgeschilderde lijstgevel waarin horizontale natuursteenbanden te onderscheiden zijn                                                              |
| Herenhuis met in de gevel overvloedige toepassing van hardsteen voor waterlijsten, versiering boven de vensters en middenfronton in de verdieping                                      | Woonhuis                  |                                                     |                              | Engelsestraat 31                                             | 51° 29' 46" NB, 4° 17' 19" OL | 9087   | Meer afbeeldingen |
| Herenhuis met rijk versierde gepleisterde gevel | Woonhuis                  |                                                     |                              | Engelsestraat 33                                             | 51° 29' 47" NB, 4° 17' 19" OL | 9088   | Meer afbeeldingen |
| Huis met lijstgevel in schoon werk, korte zolderverdieping en bovenlicht met ellips en segmentmotieven                                                                                 | Woonhuis                  |                                                     |                              | Engelsestraat 16                                             | 51° 29' 44" NB, 4° 17' 16" OL | 9089   | Meer afbeeldingen |
| Huis onder schilddak en met gesausde lijstgevel | Woonhuis                  |                                                     |                              | Engelsestraat 18                                             | 51° 29' 45" NB, 4° 17' 16" OL | 9090   | Huis onder schilddak en met gesausde lijstgevel |
| Huis met gepleisterde lijstgevel | Woonhuis                  |                                                     |                              | Engelsestraat 20                                             | 51° 29' 45" NB, 4° 17' 17" OL | 9091   | Meer afbeeldingen |
| Huis met gepleisterde lijstgevel, beganegronds gebosseerd | Woonhuis                  |                                                     |                              | Koeveringsepoort 6                                           | 51° 29' 45" NB, 4° 17' 17" OL | 9092   | Meer afbeeldingen |
| Huis met dwars zadeldak en gepleisterde lijstgevel | Woonhuis                  |                                                     |                              | Engelsestraat 24                                             | 51° 29' 45" NB, 4° 17' 18" OL | 9093   | Meer afbeeldingen |
| Huis met dwars schilddak en gepleisterde lijstgevel | Woonhuis                  |                                                     |                              | Engelsestraat 32                                             | 51° 29' 46" NB, 4° 17' 19" OL | 9094   | Huis met dwars schilddak en gepleisterde lijstgevel |
| Huis met schilddak en gepleisterde lijstgevel | Woonhuis                  |                                                     |                              | Engelsestraat 34                                             | 51° 29' 46" NB, 4° 17' 19" OL | 9095   | Huis met schilddak en gepleisterde lijstgevel |
| Huis met schilddak en gepleisterde lijstgevel | Woonhuis                  |                                                     |                              | Engelsestraat 36                                             | 51° 29' 46" NB, 4° 17' 19" OL | 9096   | Huis met schilddak en gepleisterde lijstgevel |
| Huis met gepleisterde en van stucversiering voorziene lijstgevel | Werk-woonhuis             |                                                     |                              | Fortuinstraat 1A                                             | 51° 29' 41" NB, 4° 17' 10" OL | 9097   | Meer afbeeldingen |
| Huis met eenvoudige geelgeverfde lijstgevel | Werk-woonhuis             |                                                     |                              | Fortuinstraat 3                                              | 51° 29' 41" NB, 4° 17' 10" OL | 9098   | Meer afbeeldingen |
| Huis met eenvoudige lijstgevel met lage bovenverdieping en kroonlijst met gesneden consoles uit midden xviii en schilddak                                                              | Woonhuis                  |                                                     |                              | Fortuinstraat 5A                                             | 51° 29' 41" NB, 4° 17' 9" OL  | 9099   | Huis met eenvoudige lijstgevel met lage bovenverdieping en kroonlijst met gesneden consoles uit midden xviii en schilddak                                   |
| Huis met eenvoudige lijstgevel in schoon werk, kroonlijst op klossen en hoog schilddak, op de hoek van de molstraat                                                                    | Woonhuis                  |                                                     |                              | Fortuinstraat 9                                              | 51° 29' 41" NB, 4° 17' 8" OL  | 9100   | Meer afbeeldingen |
| Huis met lijstgevel in schoon werk, ingang met kroonlijst op geblokte pilasters en jaarankers 1590                                                                                     | Woonhuis                  |                                                     |                              | Fortuinstraat 15                                             | 51° 29' 42" NB, 4° 17' 8" OL  | 9101   | Meer afbeeldingen |
| Huis met witgeverfde lijstgevel, sierankers en kroonlijst op kleine voluutvormige consoles                                                                                             | Woonhuis                  |                                                     |                              | Fortuinstraat 17A                                            | 51° 29' 42" NB, 4° 17' 8" OL  | 9102   | Meer afbeeldingen |
| Woonwinkelhuis met twee tongewelven onderkelderd voorhuis | Woonhuis                  | 16e/17e eeuw                                        |                              | Fortuinstraat 23                                             | 51° 29' 42" NB, 4° 17' 7" OL  | 9103   | Meer afbeeldingen |
| Huis met witgeverfde lijstgevel, lage bovenverdieping en houten kroonlijst met verkroppingen en ruitmotieven                                                                           | Werk-woonhuis             |                                                     |                              | Fortuinstraat 25                                             | 51° 29' 42" NB, 4° 17' 7" OL  | 9104   | Huis met witgeverfde lijstgevel, lage bovenverdieping en houten kroonlijst met verkroppingen en ruitmotieven                                                |
| Huis met gebosseerd gepleisterde lijstgevel op de hoek van de lievevrouwestraat | Werk-woonhuis             |                                                     |                              | Fortuinstraat 27                                             | 51° 29' 42" NB, 4° 17' 6" OL  | 9105   | Meer afbeeldingen |
| Huis met witgepleisterde en van stucversiering voorziene lijstgevel en hoog met rode pannen belegd zadeldak                                                                            | Woonhuis                  |                                                     |                              | Fortuinstraat 12                                             | 51° 29' 41" NB, 4° 17' 9" OL  | 9106   | Huis met witgepleisterde en van stucversiering voorziene lijstgevel en hoog met rode pannen belegd zadeldak                                                 |
| Gouden Leeuw | Woonhuis                  |                                                     |                              | Fortuinstraat 14                                             | 51° 29' 42" NB, 4° 17' 9" OL  | 9107   | Meer afbeeldingen |
| Huis met gebosseerd witgepleisterde lijstgevel en rijke kroonlijst op consoles | Werk-woonhuis             |                                                     |                              | Fortuinstraat 18                                             | 51° 29' 42" NB, 4° 17' 8" OL  | 9108   | Huis met gebosseerd witgepleisterde lijstgevel en rijke kroonlijst op consoles                                                                              |
| Huis met witgepleisterde en van stucversiering voorziene lijstgevel | Werk-woonhuis             |                                                     |                              | Fortuinstraat 20                                             | 51° 29' 42" NB, 4° 17' 8" OL  | 9109   | Huis met witgepleisterde en van stucversiering voorziene lijstgevel                                                                                         |
| Huis met hoog schilddak, kroonlijst op klossen en lage zolderverdieping | Werk-woonhuis             |                                                     |                              | Fortuinstraat 22                                             | 51° 29' 42" NB, 4° 17' 8" OL  | 9110   | Huis met hoog schilddak, kroonlijst op klossen en lage zolderverdieping                                                                                     |
| Merkwaardig huis met zadeldak en zijtopgevels | Woonhuis                  |                                                     |                              | Goudenbloemstraat 21                                         | 51° 29' 50" NB, 4° 17' 21" OL | 9111   | Meer afbeeldingen |
| Stadhuis | Bestuursgebouw en onderdl | 1398-1403                                           |                              | Grote Markt 1                                                | 51° 29' 41" NB, 4° 17' 12" OL | 9112   | Meer afbeeldingen |
| Groot huis met witgepleisterde lijstgevel | Werk-woonhuis             | derde kwart 19e eeuw                                |                              | Grote Markt 3                                                | 51° 29' 41" NB, 4° 17' 13" OL | 9113   | Meer afbeeldingen |
| Huis met witgepleisterde lijstgevel, segmentvormig overtoogde vensters met stucversiering en nieuwe hardstenen onderpui in traditionele vormen                                         | Werk-woonhuis             |                                                     |                              | Grote Markt 4                                                | 51° 29' 41" NB, 4° 17' 14" OL | 9114   | Meer afbeeldingen |
| Groot huis | Woonhuis                  | 1525                                                |                              | Grote Markt 5                                                | 51° 29' 41" NB, 4° 17' 14" OL | 9115   | Meer afbeeldingen |
| Sint-Gertrudiskerk | Kerk en kerkonderdeel     |                                                     |                              | Grote Markt 10                                               | 51° 29' 40" NB, 4° 17' 16" OL | 9116   | Meer afbeeldingen |
| Huis met eenvoudige, witgeverfde lijstgevel | Werk-woonhuis             |                                                     |                              | Grote Markt 11                                               | 51° 29' 40" NB, 4° 17' 16" OL | 9117   | Meer afbeeldingen |
| Huis met gebosseerd grijsgepleisterde lijstgevel en hoog schilddak | Werk-woonhuis             |                                                     |                              | Grote Markt 12                                               | 51° 29' 40" NB, 4° 17' 16" OL | 9118   | Meer afbeeldingen |
| Huis met lijstgevel en segmentvormige overtoogde vensters | Horeca                    |                                                     |                              | Grote Markt 13                                               | 51° 29' 39" NB, 4° 17' 14" OL | 9119   | Meer afbeeldingen |
| Huis met geelgepleisterde lijstgevel, hoog zadeldak, ingang met kroonlijst op gecanneleerde pilasters en drie treden van blauwe steen                                                  | Woonhuis                  |                                                     |                              | Grote Markt 14                                               | 51° 29' 39" NB, 4° 17' 15" OL | 9120   | Meer afbeeldingen |
| Engel | Werk-woonhuis             |                                                     |                              | Grote Markt 19                                               | 51° 29' 37" NB, 4° 17' 15" OL | 9121   | Meer afbeeldingen |
| Voormalige vleeshal | Handel en kantoor         |                                                     |                              | Grote Markt 23                                               | 51° 29' 38" NB, 4° 17' 14" OL | 9122   | Voormalige vleeshal |
| Groote Valk | Woonhuis                  |                                                     |                              | Grote Markt 26                                               | 51° 29' 39" NB, 4° 17' 13" OL | 9123   | Meer afbeeldingen |
| In de kern | Woonhuis                  |                                                     |                              | Grote Markt 28                                               | 51° 29' 39" NB, 4° 17' 12" OL | 9124   | In de kern |
| Huis met gebosseerd gepleisterde lijstgevel, lage bovenverdieping en schilddak | Werk-woonhuis             |                                                     |                              | Grote Markt 29                                               | 51° 29' 39" NB, 4° 17' 12" OL | 9125   | Huis met gebosseerd gepleisterde lijstgevel, lage bovenverdieping en schilddak                                                                              |
| Groot herenhuis met gevel grotendeels van hardsteen nog geheel woonhuisvorm | Woonhuis                  |                                                     |                              | Grote Markt 30                                               | 51° 29' 39" NB, 4° 17' 12" OL | 9126   | Meer afbeeldingen |
| De Maagd | Kerk en kerkonderdeel     |                                                     |                              | Grote Markt 32                                               | 51° 29' 39" NB, 4° 17' 10" OL | 9127   | Meer afbeeldingen |
| Huis met eenvoudige witgeverfde lijstgevel, lage bovenverdieping en schilddak | Werk-woonhuis             |                                                     |                              | Grote Markt 33                                               | 51° 29' 40" NB, 4° 17' 11" OL | 9128   | Meer afbeeldingen |
| Huis met witgeverfde lijstgevel met kalkstenen banden en sierankers: 1612 | Winkel                    |                                                     |                              | Grote Markt 36                                               | 51° 29' 41" NB, 4° 17' 11" OL | 9129   | Meer afbeeldingen |
| Sint Joris/de Draak | Werk-woonhuis             |                                                     |                              | Grote Markt 38                                               | 51° 29' 41" NB, 4° 17' 11" OL | 9130   | Meer afbeeldingen |
| Huis onder hoog schilddak en met korte zolderverdieping | Werk-woonhuis             |                                                     |                              | Zuidzijde Haven 7                                            | 51° 29' 42" NB, 4° 16' 49" OL | 9131   | Meer afbeeldingen |
| Huis onder schilddak en met korte zolderverdieping | Werk-woonhuis             |                                                     |                              | Zuidzijde Haven 9                                            | 51° 29' 42" NB, 4° 16' 49" OL | 9132   | Meer afbeeldingen |
| In de Arcke Noe | Woonhuis                  |                                                     |                              | Zuidzijde Haven 11                                           | 51° 29' 42" NB, 4° 16' 49" OL | 9133   | Meer afbeeldingen |
| Huis met gepleisterde lijstgevel en kroonlijst op voluutvormige consoles | Werk-woonhuis             |                                                     |                              | Zuidzijde Haven 13                                           | 51° 29' 42" NB, 4° 16' 49" OL | 9134   | Meer afbeeldingen |
| Pand met verdieping en schilddak dat aan de achterzijde aansluit tegen een puntgevel met vlechtingen en rookkanaal in de as                                                            | Woonhuis                  |                                                     |                              | Zuidzijde Haven 81                                           | 51° 29' 42" NB, 4° 16' 33" OL | 9135   | Meer afbeeldingen |
| Pand met verdieping en schilddak dat aan de achterzijde aansluit tegen een puntgevel met vlechtingen en rookkanaal in de as                                                            | Woonhuis                  |                                                     |                              | Zuidzijde Haven 79                                           | 51° 29' 42" NB, 4° 16' 33" OL | 9137   | Meer afbeeldingen |
| Huis onder schilddak en met gepleisterde lijstgevel waarin empire ingang en in dezelfde stijl zesdelige schuiframen                                                                    | Woonhuis                  |                                                     |                              | Noordzijde Haven 22                                          | 51° 29' 43" NB, 4° 16' 46" OL | 9138   | Meer afbeeldingen |
| Huis onder schilddak en met gepleisterde lijstgevel | Woonhuis                  |                                                     |                              | Noordzijde Haven 24                                          | 51° 29' 43" NB, 4° 16' 45" OL | 9139   | Meer afbeeldingen |
| Huis onder schilddak en met gepleisterde lijstgevel | Woonhuis                  |                                                     |                              | Noordzijde Haven 28                                          | 51° 29' 43" NB, 4° 16' 45" OL | 9140   | Meer afbeeldingen |
| Huis onder schilddak en met gepleisterde lijstgevel | Woonhuis                  |                                                     |                              | Noordzijde Haven 30                                          | 51° 29' 43" NB, 4° 16' 45" OL | 9141   | Meer afbeeldingen |
| Huis onder schilddak en met gepleisterde lijstgevel, waarin korte zolderverdieping | Woonhuis                  |                                                     |                              | Noordzijde Haven 32                                          | 51° 29' 43" NB, 4° 16' 44" OL | 9142   | Meer afbeeldingen |
| Huis onder dwars schilddak en met lijstgevel | Woonhuis                  |                                                     |                              | Noordzijde Haven 34                                          | 51° 29' 43" NB, 4° 16' 44" OL | 9143   | Meer afbeeldingen |
| Huis met eenvoudige lijstgevel en schilddak | Woonhuis                  |                                                     |                              | Noordzijde Haven 56                                          | 51° 29' 42" NB, 4° 16' 40" OL | 9144   | Meer afbeeldingen |
| Huis met eenvoudige lijstgevel en schilddak | Woonhuis                  |                                                     |                              | Noordzijde Haven 58                                          | 51° 29' 42" NB, 4° 16' 40" OL | 9145   | Meer afbeeldingen |
| Huis op de hoek van de havenstraat met zijn van top ontdane trapgevel, met natuurstenen lijsten                                                                                        | Woonhuis                  |                                                     |                              | Noordzijde Haven 60                                          | 51° 29' 42" NB, 4° 16' 39" OL | 9146   | Meer afbeeldingen |
| Huis op de hoek van de kerkstraat, met geelgeverfde lijstgevel, schilddak, kroonlijst op consoles, lage zolderverdieping                                                               | Woonhuis                  |                                                     |                              | Kerkstraat 2a, 2b, 2c en Hoogstraat 5                        | 51° 29' 38" NB, 4° 17' 17" OL | 9148   | Meer afbeeldingen |
| Huis met gebosseerd gepleisterde lijstgevel, vensters met kuiven van stuc | Woonhuis                  |                                                     |                              | Hoogstraat 7                                                 | 51° 29' 38" NB, 4° 17' 17" OL | 9149   | Meer afbeeldingen |
| Huis met gepleisterde en van stucversiering voorziene lijstgevel | Woonhuis                  |                                                     |                              | Hoogstraat 9                                                 | 51° 29' 37" NB, 4° 17' 18" OL | 9150   | Meer afbeeldingen |
| Huis met gepleisterde en van stucversiering voorziene lijstgevel | Woonhuis                  |                                                     |                              | Hoogstraat 11                                                | 51° 29' 37" NB, 4° 17' 17" OL | 9151   | Meer afbeeldingen |
| Deftig herenhuis | Woonhuis                  | 18e eeuw (bouw) 19e eeuw (wijzigingen)              |                              | Hoogstraat 13                                                | 51° 29' 37" NB, 4° 17' 17" OL | 9152   | Meer afbeeldingen |
| Huis met witgepleisterde lijstgevel, kroonlijst op consoles | Woonhuis                  |                                                     |                              | Hoogstraat 17                                                | 51° 29' 36" NB, 4° 17' 18" OL | 9153   | Meer afbeeldingen |
| Huis met gepleisterde empire gevel, kroonlijst op klossen, ingang met geblokte pilasters                                                                                               | Woonhuis                  |                                                     |                              | Hoogstraat 19                                                | 51° 29' 35" NB, 4° 17' 18" OL | 9154   | Meer afbeeldingen |
| Breed, huis, ontstaan uit samentrekking van twee panden, met gevel van roodgeverfde baksteen en gepleisterde attiek met zoldervensters                                                 | Woonhuis                  |                                                     |                              | Hoogstraat 23                                                | 51° 29' 35" NB, 4° 17' 17" OL | 9155   | Breed, huis, ontstaan uit samentrekking van twee panden, met gevel van roodgeverfde baksteen en gepleisterde attiek met zoldervensters                      |
| Huis met eenvoudige lijstgevel, ingang met witte pilasters | Woonhuis                  |                                                     |                              | Hoogstraat 27                                                | 51° 29' 34" NB, 4° 17' 17" OL | 9156   | Huis met eenvoudige lijstgevel, ingang met witte pilasters                                                                                                  |
| Oorspronkelijk koetshuis van nr 27 | Woonhuis                  |                                                     |                              | Hoogstraat 29                                                | 51° 29' 34" NB, 4° 17' 17" OL | 9157   | Oorspronkelijk koetshuis van nr 27 |
| Laag pand met hoog zadeldak en gepleisterde lijstgevel | Woonhuis                  |                                                     |                              | Hoogstraat 2                                                 | 51° 29' 39" NB, 4° 17' 16" OL | 9158   | Laag pand met hoog zadeldak en gepleisterde lijstgevel |
| Huis met gebosseerd gepleisterde lijstgevel | Woonhuis                  |                                                     |                              | Hoogstraat 4                                                 | 51° 29' 38" NB, 4° 17' 16" OL | 9159   | Huis met gebosseerd gepleisterde lijstgevel |
| Huis met gebosseerd witgepleisterde lijstgevel en met rode pannen belegd zadeldak | Woonhuis                  |                                                     |                              | Hoogstraat 6                                                 | 51° 29' 38" NB, 4° 17' 16" OL | 9160   | Huis met gebosseerd witgepleisterde lijstgevel en met rode pannen belegd zadeldak                                                                           |
| Huis met gebosseerd grijsgepleisterde lijstgevel, kroonlijst op consoles | Woonhuis                  |                                                     |                              | Hoogstraat 8                                                 | 51° 29' 38" NB, 4° 17' 16" OL | 9161   | Huis met gebosseerd grijsgepleisterde lijstgevel, kroonlijst op consoles                                                                                    |
| Huis met gebosseerd gepleisterde lijstgevel en trap met bordes voor de ingang | Woonhuis                  |                                                     |                              | Hoogstraat 10                                                | 51° 29' 37" NB, 4° 17' 17" OL | 9162   | Huis met gebosseerd gepleisterde lijstgevel en trap met bordes voor de ingang                                                                               |
| Huis waarvan de gevel vlakke hoekuitmetselingen vertoont | Woonhuis                  |                                                     |                              | Hoogstraat 12                                                | 51° 29' 37" NB, 4° 17' 17" OL | 9163   | Meer afbeeldingen |
| Huis waarvan de gevel vlakke hoekuitmetselingen vertoont | Woonhuis                  |                                                     |                              | Hoogstraat 14                                                | 51° 29' 37" NB, 4° 17' 17" OL | 9164   | Meer afbeeldingen |
| Cleynen Kemel | Woonhuis                  |                                                     |                              | Hoogstraat 20                                                | 51° 29' 36" NB, 4° 17' 17" OL | 9165   | Meer afbeeldingen |
| Huis met empire lijstgevel, ingang met geblokte pilasters en kroonlijstje met triglyphen                                                                                               | Woonhuis                  |                                                     |                              | Hoogstraat 22                                                | 51° 29' 35" NB, 4° 17' 17" OL | 9166   | Huis met empire lijstgevel, ingang met geblokte pilasters en kroonlijstje met triglyphen                                                                    |
| Breed huis met gepleisterde lijstgevel, voorzien van hogere hoekrisalieten bekroond door balustraden                                                                                   | Woonhuis                  |                                                     |                              | Hoogstraat 24                                                | 51° 29' 35" NB, 4° 17' 16" OL | 9167   | Breed huis met gepleisterde lijstgevel, voorzien van hogere hoekrisalieten bekroond door balustraden                                                        |
| Huis met witgepleisterde eenvoudige empire lijstgevel en ingangsomlijsting, nog geheel woonhuisvorm                                                                                    | Woonhuis                  |                                                     |                              | Hoogstraat 28                                                | 51° 29' 34" NB, 4° 17' 16" OL | 9168   | Huis met witgepleisterde eenvoudige empire lijstgevel en ingangsomlijsting, nog geheel woonhuisvorm                                                         |
| Huis met lijstgevel, zadeldak en zijtopgevel | Woonhuis                  |                                                     |                              | Kerkstraat 1                                                 | 51° 29' 39" NB, 4° 17' 17" OL | 9169   | Huis met lijstgevel, zadeldak en zijtopgevel |
| Natuurstenen poortje met geprofileerde korfboog op kraagsteen | Fort, vesting en -onderdl |                                                     |                              | Poortje Kerkstraat                                           | 51° 29' 38" NB, 4° 17' 18" OL | 9170   | Meer afbeeldingen |
| Herenhuis met geelgepleisterde lijstgevel, kroonlijst op consoles | Woonhuis                  |                                                     |                              | Kerkstraat 10A                                               | 51° 29' 38" NB, 4° 17' 20" OL | 9171   | Meer afbeeldingen |
| Huis met gebosseerd gepleisterde lijstgevel uit plm. 1860, kroonlijst op consoles en zadeldak                                                                                          | Woonhuis                  |                                                     |                              | Kerkstraat 12                                                | 51° 29' 38" NB, 4° 17' 21" OL | 9172   | Meer afbeeldingen |
| Huis met gebosseerd grijsgepleisterde lijstgevel uit plm. 1860, zadeldak | Woonhuis                  |                                                     |                              | Kerkstraat 14                                                | 51° 29' 38" NB, 4° 17' 21" OL | 9173   | Meer afbeeldingen |
| Huis met gebosseerd grijsgepleisterde lijstgevel uit plm. 1850, zadeldak | Woonhuis                  |                                                     |                              | Kerkstraat 16                                                | 51° 29' 37" NB, 4° 17' 22" OL | 9174   | Meer afbeeldingen |
| Herenhuis op de hoek van de schoolstraat, met gebosseerd grijsgepleisterde lijstgevel, schilddak en ingang met kroonlijst op voluutvormige consoles uit plm. 1830-50                   | Woonhuis                  |                                                     |                              | Kerkstraat 18                                                | 51° 29' 37" NB, 4° 17' 22" OL | 9175   | Meer afbeeldingen |
| Pand met verdieping onder met pannen gedekt zadeldak, dat doorloopt over het rechter buurpand                                                                                          | Woonhuis                  |                                                     |                              | Koevoetstraat 23                                             | 51° 29' 40" NB, 4° 17' 26" OL | 9176   | Meer afbeeldingen |
| Pand met verdieping onder met pannen gedekt zadeldak, dat doorloopt over het rechter en linker buurpand                                                                                | Woonhuis                  |                                                     |                              | Koevoetstraat 25                                             | 51° 29' 40" NB, 4° 17' 26" OL | 9177   | Meer afbeeldingen |
| Pand met verdieping onder met pannen gedekt zadeldak, dat doorloopt over het rechter en linker buurpad                                                                                 | Woonhuis                  |                                                     |                              | Koevoetstraat 27                                             | 51° 29' 40" NB, 4° 17' 26" OL | 9178   | Meer afbeeldingen |
| Pand met verdieping onder met pannen gedekt zadeldak, dat doorloopt over het rechter buurpand                                                                                          | Woonhuis                  |                                                     |                              | Koevoetstraat 29                                             | 51° 29' 40" NB, 4° 17' 26" OL | 9179   | Meer afbeeldingen |
| Koevoetstraat 31 | Woonhuis                  |                                                     |                              | Koevoetstraat 31                                             | 51° 29' 40" NB, 4° 17' 25" OL | 9180   | Meer afbeeldingen |
| Synagoge | Kerk en kerkonderdeel     | 1832                                                |                              | Koevoetstraat 39                                             | 51° 29' 39" NB, 4° 17' 25" OL | 9181   | Meer afbeeldingen |
| Huis met witgeschilderde lijstgevel en overblijfselen van jaarankers | Werk-woonhuis             |                                                     |                              | Kortemeestraat 10                                            | 51° 29' 43" NB, 4° 17' 9" OL  | 9182   | Huis met witgeschilderde lijstgevel en overblijfselen van jaarankers                                                                                        |
| Pand met in de 19e eeuw gepleisterde en gemoderniseerde voorgevel | Werk-woonhuis             |                                                     |                              | Kremerstraat 20A                                             | 51° 29' 44" NB, 4° 17' 13" OL | 9183   | Meer afbeeldingen |
| Huis van kalkstenen lijstgevel met nisje waarin schelpmotief | Werk-woonhuis             |                                                     |                              | Kremerstraat 22                                              | 51° 29' 44" NB, 4° 17' 13" OL | 9184   | Huis van kalkstenen lijstgevel met nisje waarin schelpmotief                                                                                                |
| Gevangenpoort | Fort, vesting en -onderdl |                                                     |                              | Poort Lievevrouwestraat                                      | 51° 29' 42" NB, 4° 16' 56" OL | 9185   | Meer afbeeldingen |
| Huis met eenvoudige witte lijstgevel en schilddak | Werk-woonhuis             |                                                     |                              | Lievevrouwestraat 3                                          | 51° 29' 42" NB, 4° 17' 5" OL  | 9186   | Meer afbeeldingen |
| Huis op de hoek van de potterstraat, met lijstgevel, kroonlijst op klossen en schilddak                                                                                                | Werk-woonhuis             |                                                     |                              | Lievevrouwestraat 7                                          | 51° 29' 42" NB, 4° 17' 4" OL  | 9187   | Meer afbeeldingen |
| Huis met witgeverfde lijstgevel en zadeldak met rode pannen | Woonhuis                  |                                                     |                              | Lievevrouwestraat 11                                         | 51° 29' 42" NB, 4° 17' 3" OL  | 9188   | Meer afbeeldingen |
| Huis met witgeverfde lijstgevel en schilddak | Werk-woonhuis             |                                                     |                              | Lievevrouwestraat 13                                         | 51° 29' 42" NB, 4° 17' 3" OL  | 9189   | Meer afbeeldingen |
| Huis met witgepleisterde lijstgevel en kroonlijst op voluutvormige consoles | Werk-woonhuis             |                                                     |                              | Lievevrouwestraat 17                                         | 51° 29' 42" NB, 4° 17' 2" OL  | 9190   | Huis met witgepleisterde lijstgevel en kroonlijst op voluutvormige consoles                                                                                 |
| Huis met geelgeverfde lijstgevel en schilddak | Werk-woonhuis             |                                                     |                              | Lievevrouwestraat 19                                         | 51° 29' 42" NB, 4° 17' 2" OL  | 9191   | Meer afbeeldingen |
| Huis met gebosseerd gepleisterde lijstgevel en schilddak | Woonhuis                  |                                                     |                              | Lievevrouwestraat 21                                         | 51° 29' 42" NB, 4° 17' 1" OL  | 9192   | Meer afbeeldingen |
| Wapen van Engelandt | Woonhuis                  |                                                     |                              | Lievevrouwestraat 29                                         | 51° 29' 42" NB, 4° 16' 60" OL | 9193   | Wapen van Engelandt |
| Huis met gebosseerd witgepleisterde lijstgevel en schilddak | Werk-woonhuis             |                                                     |                              | Lievevrouwestraat 31                                         | 51° 29' 42" NB, 4° 16' 60" OL | 9194   | Meer afbeeldingen |
| Huis met witgeverfde lijstgevel en schilddak | Werk-woonhuis             |                                                     |                              | Lievevrouwestraat 33                                         | 51° 29' 42" NB, 4° 16' 59" OL | 9195   | Meer afbeeldingen |
| Biekorff | Fort, vesting en -onderdl |                                                     |                              | Lievevrouwestraat 33A                                        | 51° 29' 42" NB, 4° 16' 59" OL | 9196   | Meer afbeeldingen |
| Huis met geelgeverfde lijstgevel en kroonlijst op klossen | Werk-woonhuis             |                                                     |                              | Lievevrouwestraat 35                                         | 51° 29' 42" NB, 4° 16' 59" OL | 9197   | Meer afbeeldingen |
| Huis met geelgepleisterde en van stucversiering voorziene lijstgevel: 39 als pakhuis in gebruik                                                                                        | Werk-woonhuis             |                                                     |                              | Lievevrouwestraat 37                                         | 51° 29' 42" NB, 4° 16' 59" OL | 9198   | Huis met geelgepleisterde en van stucversiering voorziene lijstgevel: 39 als pakhuis in gebruik                                                             |
| Huize London | Woonhuis                  |                                                     |                              | Lievevrouwestraat 41                                         | 51° 29' 42" NB, 4° 16' 58" OL | 9199   | Meer afbeeldingen |
| In de Draeck | Werk-woonhuis             |                                                     |                              | Lievevrouwestraat 43                                         | 51° 29' 42" NB, 4° 16' 58" OL | 9200   | Meer afbeeldingen |
| Huis met geelgepleisterde lijstgevel en schilddak | Woonhuis                  |                                                     |                              | Lievevrouwestraat 45A                                        | 51° 29' 42" NB, 4° 16' 57" OL | 9201   | Meer afbeeldingen |
| In den Chrisstoffel | Woonhuis                  |                                                     |                              | Lievevrouwestraat 8                                          | 51° 29' 43" NB, 4° 17' 4" OL  | 9202   | Meer afbeeldingen |
| Huis met geelgeverfde lijstgevel en kroonlijst op kleine voluutvormige klossen, schilddak                                                                                              | Werk-woonhuis             |                                                     |                              | Lievevrouwestraat 16                                         | 51° 29' 43" NB, 4° 17' 3" OL  | 9203   | Huis met geelgeverfde lijstgevel en kroonlijst op kleine voluutvormige klossen, schilddak                                                                   |
| Huis met witgepleisterde lijstgevel en kroonlijst op voluutvormige consoles | Woonhuis                  |                                                     |                              | Lievevrouwestraat 18                                         | 51° 29' 43" NB, 4° 17' 2" OL  | 9204   | Huis met witgepleisterde lijstgevel en kroonlijst op voluutvormige consoles                                                                                 |
| Groot herenhuis | Woonhuis                  |                                                     |                              | Lievevrouwestraat 20                                         | 51° 29' 43" NB, 4° 17' 2" OL  | 9205   | Meer afbeeldingen |
| Huis met gepleisterde en van stuckuiven boven de vensters voorziene lijstgevel, plat dak                                                                                               | Woonhuis                  |                                                     |                              | Lievevrouwestraat 22                                         | 51° 29' 43" NB, 4° 17' 1" OL  | 9206   | Meer afbeeldingen |
| Huis met gebosseerd gepleisterde lijstgevel, empire consoles onder de kroonlijst en schilddak                                                                                          | Woonhuis                  |                                                     |                              | Lievevrouwestraat 24                                         | 51° 29' 43" NB, 4° 17' 1" OL  | 9207   | Meer afbeeldingen |
| Huis met gebosseerd geelgepleisterde lijstgevel en schilddak, op de hoek van de morgenstraat                                                                                           | Woonhuis                  |                                                     |                              | Lievevrouwestraat 26                                         | 51° 29' 43" NB, 4° 17' 1" OL  | 9208   | Meer afbeeldingen |
| Huis met empirelijstgevel in schoon metselwerk en voorzien van een dorische kroonlijst                                                                                                 | Woonhuis                  |                                                     |                              | Lievevrouwestraat 28                                         | 51° 29' 43" NB, 4° 17' 0" OL  | 9209   | Meer afbeeldingen |
| Huis met geelgepleisterde lijstgevel, kroonlijst op eenvoudige voluutvormige consoles en schilddak                                                                                     | Woonhuis                  |                                                     |                              | Lievevrouwestraat 30                                         | 51° 29' 43" NB, 4° 17' 0" OL  | 9210   | Meer afbeeldingen |
| Huis met eenvoudige Empire lijstgevel, geelgepleisterd, ingang omlijst door geblokte pilasters en kroonlijstje met triglyphen, druppen en tandlijst in het deurkalf                    | Woonhuis                  |                                                     |                              | Lievevrouwestraat 32                                         | 51° 29' 43" NB, 4° 16' 60" OL | 9211   | Meer afbeeldingen |
| Huis met geelgepleisterde lijstgevel, vensteromlijstingen | Woonhuis                  |                                                     |                              | Lievevrouwestraat 34                                         | 51° 29' 43" NB, 4° 16' 59" OL | 9212   | Meer afbeeldingen |
| Huis met gebosseerd gepleisterde lijstgevel, kroonlijst op klossen en ingang tussen gecanneleerde pilasters. Plat dak                                                                  | Woonhuis                  | midden 19e eeuw                                     |                              | Lievevrouwestraat 38                                         | 51° 29' 43" NB, 4° 16' 59" OL | 9213   | Huis met gebosseerd gepleisterde lijstgevel, kroonlijst op klossen en ingang tussen gecanneleerde pilasters. Plat dak                                       |
| Huis met eenvoudige witte lijstgevel, schilddak en lelie-ankers | Werk-woonhuis             |                                                     |                              | Lievevrouwestraat 42                                         | 51° 29' 43" NB, 4° 16' 58" OL | 9214   | Meer afbeeldingen |
| Huis met eenvoudige witgepleisterde lijstgevel, segmentvormige overtoogde vensters en rood zadeldak                                                                                    | Woonhuis                  |                                                     |                              | Lievevrouwestraat 44                                         | 51° 29' 43" NB, 4° 16' 58" OL | 9215   | Meer afbeeldingen |
| Huis met gepleisterde lijstgevel, vensters segmentvormig overtoogd en met kuiven van stuc schilddak                                                                                    | Woonhuis                  |                                                     |                              | Lievevrouwestraat 46                                         | 51° 29' 43" NB, 4° 16' 58" OL | 9216   | Meer afbeeldingen |
| Huis met gebosseerd witgepleisterde lijstgevel, ingang met geblokte pilasters en kroon- en tandlijst en in een cartouche de spreuk: beziet u eerst zelven 1649                         | Woonhuis                  |                                                     |                              | Lievevrouwestraat 48                                         | 51° 29' 43" NB, 4° 16' 58" OL | 9217   | Meer afbeeldingen |
| Huis met eenvoudige gecemente lijstgevel en empire consoles onder de kroonlijst | Werk-woonhuis             |                                                     |                              | Lievevrouwestraat 50                                         | 51° 29' 43" NB, 4° 16' 57" OL | 9218   | Meer afbeeldingen |
| Huis met stucversieringen | Woonhuis                  |                                                     |                              | Lievevrouwestraat 52A                                        | 51° 29' 43" NB, 4° 16' 57" OL | 9219   | Meer afbeeldingen |
| Huis met gepleisterde lijstgevel, vensters met afgeronde bovenhoeken en kuiven van stuc schilddak                                                                                      | Werk-woonhuis             |                                                     |                              | Lievevrouwestraat 54                                         | 51° 29' 43" NB, 4° 16' 57" OL | 9220   | Meer afbeeldingen |
| Huis met geprofileerde geveloverkraging van het "Dordtse" type | Woonhuis                  | eerste helft 17e eeuw                               |                              | Lievevrouwestraat 56                                         | 51° 29' 43" NB, 4° 16' 56" OL | 9221   | Meer afbeeldingen |
| Voormalig lombardenhuis | Woonhuis                  |                                                     |                              | Moeregrebstraat 70-72                                        | 51° 29' 44" NB, 4° 16' 51" OL | 9222   | Meer afbeeldingen |
| Hoekpand, samenvoeging van twee huizen | Woonhuis                  | 17e eeuw en later                                   |                              | Moeregrebstraat 86                                           | 51° 29' 44" NB, 4° 16' 49" OL | 9223   | Hoekpand, samenvoeging van twee huizen |
| Hoekpand | Woonhuis                  | 16e eeuw (oorsprong)                                |                              | Noordzijde Haven 36                                          | 51° 29' 43" NB, 4° 16' 43" OL | 9224   | Meer afbeeldingen |
| De Twee Vrienden | Industrie- en poldermolen | 1890                                                |                              | Oude Huijbergsebaan 227                                      | 51° 28' 44" NB, 4° 18' 21" OL | 9225   | Meer afbeeldingen |
| Overblijfsel van de getijdenmolen. Momenteel opslagplaats. Rechthoekig gebouw onder schilddak; natuurstenen in speklagen toegepast in de gevels: geprofileerde korfboog over de ingang | Industrie- en poldermolen | 1497                                                |                              | Watermolenpad 1                                              | 51° 29' 41" NB, 4° 16' 33" OL | 9226   | Meer afbeeldingen |
| Huis dat met een verdieping verhoogd en met een travee verlengd is | Woonhuis                  | wellicht 15e eeuw (bouw)                            |                              | Potterstraat 22                                              | 51° 29' 40" NB, 4° 17' 5" OL  | 9227   | Meer afbeeldingen |
| Voormalige militaire provoost | Militair verblijfsgebouw  |                                                     |                              | Potterstraat 36                                              | 51° 29' 38" NB, 4° 17' 7" OL  | 9228   | Meer afbeeldingen |
| Huis met eenvoudige witgepleisterde lijstgevel en schilddak | Woonhuis                  |                                                     |                              | Rijkebuurtstraat 7                                           | 51° 29' 42" NB, 4° 16' 53" OL | 9231   | Meer afbeeldingen |
| Huis met eenvoudige geelgepleisterde lijstgevel en schilddak | Werk-woonhuis             |                                                     |                              | Rijkebuurtstraat 9                                           | 51° 29' 42" NB, 4° 16' 53" OL | 9232   | Huis met eenvoudige geelgepleisterde lijstgevel en schilddak                                                                                                |
| Huis op de hoek van de bruinevischstraat, met gepleisterde lijstgevels, vensters met stuc-kuiven en plat dak                                                                           | Werk-woonhuis             |                                                     |                              | Rijkebuurtstraat 15                                          | 51° 29' 43" NB, 4° 16' 52" OL | 9233   | Meer afbeeldingen |
| Huis met lijstgevel, kroonlijst op voluutvormige consoles en schilddak | Werk-woonhuis             |                                                     |                              | Rijkebuurtstraat 17                                          | 51° 29' 43" NB, 4° 16' 52" OL | 9234   | Meer afbeeldingen |
| Huis met geelgeverfde lijstgevel, hoog opgetrokken voor lager pand | Werk-woonhuis             |                                                     |                              | Rijkebuurtstraat 19A                                         | 51° 29' 43" NB, 4° 16' 51" OL | 9235   | Meer afbeeldingen |
| Huis met geelgeverfde lijstgevel, kroonlijst op consoles | Werk-woonhuis             |                                                     |                              | Rijkebuurtstraat 21                                          | 51° 29' 43" NB, 4° 16' 51" OL | 9236   | Huis met geelgeverfde lijstgevel, kroonlijst op consoles |
| Huis met witgeverfde lijstgevel | Woonhuis                  |                                                     |                              | Rijkebuurtstraat 23                                          | 51° 29' 42" NB, 4° 16' 51" OL | 9237   | Huis met witgeverfde lijstgevel |
| Huis met lijstgevel waarin geprofileerde tooglijsten op maskers plat dak | Woonhuis                  |                                                     |                              | Rijkebuurtstraat 18                                          | 51° 29' 43" NB, 4° 16' 53" OL | 9238   | Huis met lijstgevel waarin geprofileerde tooglijsten op maskers plat dak                                                                                    |
| Huis met gepleisterde lijstgevels, vensters met kuiven van stuc schilddak | Woonhuis                  |                                                     |                              | Rijkebuurtstraat 20                                          | 51° 29' 43" NB, 4° 16' 53" OL | 9239   | Meer afbeeldingen |
| Huis met eenvoudige lijstgevel en schilddak | Woonhuis                  |                                                     |                              | Rijkebuurtstraat 22                                          | 51° 29' 43" NB, 4° 16' 52" OL | 9240   | Meer afbeeldingen |
| Huis met gebosseerd witgepleisterde lijstgevel en stucversieringen, schilddak | Woonhuis                  | derde kwart 19e eeuw                                |                              | Rijkebuurtstraat 28                                          | 51° 29' 43" NB, 4° 16' 51" OL | 9241   | Meer afbeeldingen |
| Huis met witte lijstgevel en hoog rood schilddak | Werk-woonhuis             |                                                     |                              | Rijkebuurtstraat 32A                                         | 51° 29' 43" NB, 4° 16' 51" OL | 9242   | Meer afbeeldingen |
| Het Spuihuis | Woonhuis                  | 16e eeuw en later                                   |                              | Spui 1                                                       | 51° 29' 43" NB, 4° 16' 51" OL | 9243   | Meer afbeeldingen |
| Markiezenhof | Bestuursgebouw en onderdl |                                                     |                              | Steenbergsestraat 6                                          | 51° 29' 45" NB, 4° 17' 5" OL  | 9244   | Meer afbeeldingen |
| Huis met witgeverfde 17e-eeuwse trapgevel, op de hoek van de beursplein | Werk-woonhuis             |                                                     |                              | Steenbergsestraat 9                                          | 51° 29' 45" NB, 4° 17' 4" OL  | 9245   | Meer afbeeldingen |
| Gouvernement | Militair verblijfsgebouw  |                                                     |                              | Wouwsestraat 1                                               | 51° 29' 43" NB, 4° 17' 27" OL | 9246   | Meer afbeeldingen |
| Den Nobel | Werk-woonhuis             |                                                     |                              | Zuivelplein 2                                                | 51° 29' 42" NB, 4° 17' 23" OL | 9247   | Meer afbeeldingen |
| Huis met eenvoudige empire lijstgevel in schoon werk, kroonlijst met triglyphen en druppen zoals ook in de kroonlijst van de ingang die door geblokte pilasters geflankeerd wordt      | Woonhuis                  |                                                     |                              | Zuivelplein 3                                                | 51° 29' 42" NB, 4° 17' 23" OL | 9248   | Meer afbeeldingen |
| Huis met eenvoudige empire lijstgevel in schoon werk met ingangsomlijsting en bovenlicht met segmentmotieven                                                                           | Werk-woonhuis             |                                                     |                              | Zuivelplein 4                                                | 51° 29' 42" NB, 4° 17' 22" OL | 9249   | Meer afbeeldingen |
| Huis dat als geïsoleerd blok op het zuivelplein staat, op de plaats waar zich vroeger de waag bevond                                                                                   | Woonhuis                  |                                                     |                              | Zuivelstraat 24                                              | 51° 29' 42" NB, 4° 17' 22" OL | 9250   | Huis dat als geïsoleerd blok op het zuivelplein staat, op de plaats waar zich vroeger de waag bevond                                                        |
| Ravelijn Op den Zoom | Fort, vesting en -onderdl |                                                     | Menno van Coehoorn           | Perceel verdedigingsstelsel                                  | 51° 29' 54" NB, 4° 17' 27" OL | 9251   | Meer afbeeldingen |
| De Waterschans | Fort, vesting en -onderdl |                                                     |                              | Schans met gracht en omdijking bij verdedigingswerken        | 51° 29' 32" NB, 4° 15' 33" OL | 9252   | Meer afbeeldingen |
| Hoeve Hildernisse | Boerderij                 | 17e eeuw (oorsprong) midden 18e eeuw (huidige vorm) |                              |                                                              | 51° 27' 41" NB, 4° 17' 36" OL | 39284  | Meer afbeeldingen |
| Onderkelderd woonhuis met overwelfde gang tussen voor- en achterhuis, twee bouwlagen en een zolderverdieping                                                                           | Woonhuis                  | Middeleeuwen                                        |                              | Lievevrouwestraat 9                                          | 51° 29' 42" NB, 4° 17' 4" OL  | 480792 | Meer afbeeldingen |
| Voormalig postkantoor | Overheidsgebouw           | 1912                                                | D.E.C. Knuttel               | Zuivelstraat 22                                              | 51° 29' 42" NB, 4° 17' 20" OL | 506218 | Meer afbeeldingen |
| Gereformeerde kerk | Kerk en kerkonderdeel     | 1928                                                | B.T. Boeyinga                | Bolwerk - Zuid 134                                           | 51° 29' 55" NB, 4° 17' 10" OL | 517064 | Meer afbeeldingen |
| Kosterswoning in sobere Expressionistische stijl | Woonhuis                  | 1927                                                | B.T. Boeyinga                | Drabbestraat 1                                               | 51° 29' 55" NB, 4° 17' 10" OL | 517065 | Meer afbeeldingen |
| Dr. Mollerlyceum | Onderwijs en wetenschap   | 1926                                                | J. Wielders en Q. J. Horsten | Bolwerk - Zuid 168                                           | 51° 29' 56" NB, 4° 17' 21" OL | 517067 | Dr. Mollerlyceum |
| Conciërgewoning | Dienstwoning              | 1926                                                | J. Wielders en Q.J. Horsten  | Bolwerk - Zuid 170                                           | 51° 29' 56" NB, 4° 17' 21" OL | 517068 | Conciërgewoning |
| Herenhuis "Jerusalem" | Woonhuis                  | 1890                                                | R.H.C. van Someren           | Hoogstraat 15                                                | 51° 29' 36" NB, 4° 17' 18" OL | 517070 | Meer afbeeldingen |
| Garage | Dienstwoning              | 1925                                                |                              | Hoogstraat 15                                                | 51° 29' 36" NB, 4° 17' 18" OL | 517071 | Upload foto |
| R.K. Begraafplaats: graftombe met kunstwerk van Custers | Begraafplaats en -onderdl | 1870-1900                                           |                              | Mastendreef 5                                                | 51° 29' 56" NB, 4° 19' 17" OL | 517073 | R.K. Begraafplaats: graftombe met kunstwerk van Custers |
| R.K. Begraafplaats: graf van Testers-De Meulemeester | Begraafplaats en -onderdl | 1880-1900                                           |                              | Mastendreef 5                                                | 51° 29' 56" NB, 4° 19' 16" OL | 517074 | R.K. Begraafplaats: graf van Testers-De Meulemeester |
| Jachthuis "Boschlust" | Woonhuis                  | 1900-1901                                           | H.J.G.F. van Ewijk           | Molenzichtweg 12                                             | 51° 28' 40" NB, 4° 20' 30" OL | 517076 | Upload foto |
| Woonhuis met stallen | Woonhuis                  | 1901                                                | C. de Rooij                  | Molenzichtweg 14                                             | 51° 28' 40" NB, 4° 20' 31" OL | 517077 | Upload foto |
| Woonhuis | Woonhuis                  | 1896-1897                                           | C.P. van Genk                | Stationsstraat 5                                             | 51° 29' 43" NB, 4° 17' 37" OL | 517079 | Woonhuis |
| Woonhuis | Woonhuis                  | 1896-1897                                           | C.P. van Genk                | Stationsstraat 9                                             | 51° 29' 43" NB, 4° 17' 38" OL | 517080 | Woonhuis |
| Woonhuis in Eclectische stijl | Woonhuis                  | 1879                                                | C.P. van Genk                | Stationsstraat 14                                            | 51° 29' 42" NB, 4° 17' 36" OL | 517082 | Meer afbeeldingen |
| Woonhuis in Eclectische stijl | Woonhuis                  | 1879                                                | C.P. van Genk                | Stationsstraat 24                                            | 51° 29' 42" NB, 4° 17' 39" OL | 517083 | Meer afbeeldingen |
| Woonhuis in Eclectische stijl | Woonhuis                  | 1879                                                | C.P. van Genk                | Stationsstraat 36                                            | 51° 29' 41" NB, 4° 17' 41" OL | 517084 | Woonhuis in Eclectische stijl |
| School, gebouwd als Rijks H.B.S. | Onderwijs en wetenschap   | 1884-1885                                           | C.P. van Genk                | Burgemeester Stulemeijerlaan 24                              | 51° 29' 56" NB, 4° 16' 59" OL | 517086 | Meer afbeeldingen |
| Conciërgewoning annex gymnastieklokaal | Dienstwoning              | 1884-1885                                           | C.P. van Genk                | Burgemeester Stulemeijerlaan 26                              | 51° 29' 56" NB, 4° 16' 59" OL | 517087 | Meer afbeeldingen |
| Eclectische graftombe, bestemd tot familiegraf van L.C. de Geep | Begraafplaats en -onderdl | 1835-1950                                           |                              | Begraafplaats. (bij)                                         | 51° 29' 55" NB, 4° 18' 40" OL | 517092 | Upload foto |
| Klein neoclassicistisch grafmonument onder meer bestemd voor Johan Drabbe junior en senior                                                                                             | Begraafplaats en -onderdl | 1835                                                |                              | Begraafplaats. (bij)                                         | 51° 29' 55" NB, 4° 18' 40" OL | 517093 | Upload foto |
| Voormalige fabriekshal van de vroegere suikerfabriek | Industrie                 | 1862                                                |                              | Zuidzijde Haven 39A                                          | 51° 29' 40" NB, 4° 16' 43" OL | 517095 | Voormalige fabriekshal van de vroegere suikerfabriek |
| Voormalige fabriekshal van de vroegere suikerfabriek | Industrie                 | 1862                                                |                              | Zuidzijde Haven 37B                                          | 51° 29' 40" NB, 4° 16' 42" OL | 517096 | Meer afbeeldingen |
| Woonhuis in Eclectische stijl | Woonhuis                  | ca. 1880                                            |                              | Antwerpsestraat 1                                            | 51° 29' 32" NB, 4° 17' 17" OL | 517106 | Woonhuis in Eclectische stijl |
| Woonhuis in woonhuis-kantoor in Eclectische stijl | Woonhuis                  | ca. 1895                                            |                              | Antwerpsestraat 9-9a                                         | 51° 29' 31" NB, 4° 17' 18" OL | 517107 | Meer afbeeldingen |
| Dubbele woonhuis in Eclectische stijl | Woonhuis                  | ca. 1880                                            |                              | Antwerpsestraat 11                                           | 51° 29' 31" NB, 4° 17' 18" OL | 517108 | Meer afbeeldingen |
| Dubbele woonhuis in Eclectische stijl | Woonhuis                  | 1896                                                | C.P. van Genk                | Antwerpsestraat 15                                           | 51° 29' 30" NB, 4° 17' 19" OL | 517109 | Meer afbeeldingen |
| Winkel-woonhuis in Eclectische stijl | Werk-woonhuis             | ca. 1880-1890                                       |                              | Antwerpsestraat 4-4a                                         | 51° 29' 31" NB, 4° 17' 16" OL | 517110 | Meer afbeeldingen |
| Woonhuis in Eclectische stijl | Woonhuis                  | 1895                                                |                              | Antwerpsestraat 6-6a                                         | 51° 29' 31" NB, 4° 17' 16" OL | 517111 | Meer afbeeldingen |
| Woonhuis in Eclectische stijl | Woonhuis                  | 1883                                                |                              | Antwerpsestraat 10                                           | 51° 29' 30" NB, 4° 17' 17" OL | 517112 | Meer afbeeldingen |
| Gedeeltelijk vrijstaand art nouveau herenhuis | Woonhuis                  | 1909                                                |                              | Antwerpsestraat 34                                           | 51° 29' 27" NB, 4° 17' 19" OL | 517113 | Meer afbeeldingen |
| Oorspronkelijk café-restaurant met bovenwoningen | Horeca                    | 1930                                                | F.C. Rampart                 | Antwerpsestraat 56                                           | 51° 29' 23" NB, 4° 17' 20" OL | 517114 | Oorspronkelijk café-restaurant met bovenwoningen |
| Voormalige Sint-Jozefklooster | Klooster, kloosteronderdl | 1926                                                |                              | Bernadettestraat 2                                           | 51° 29' 13" NB, 4° 17' 15" OL | 517115 | Voormalige Sint-Jozefklooster |
| Vincentiusvereniging | Sociale zorg, liefdadigh. | 1867                                                | C.P. van Genk                | Blauwehandstraat 36                                          | 51° 29' 47" NB, 4° 17' 20" OL | 517116 | Meer afbeeldingen |
| Villa met garage | Woonhuis                  | 1936                                                |                              | Bolwerk - Noord 71                                           | 51° 29' 60" NB, 4° 17' 22" OL | 517117 | Villa met garage |
| Brouwerij | Industrie                 | 1873 1975 (verb.)                                   |                              | Van Aldegondebaan 7                                          | 51° 29' 10" NB, 4° 16' 55" OL | 517118 | Brouwerij |
| De St. Catharinakapel bevindt zich op het binnenterrein van het bejaardentehuis | Kapel                     | 1894-1895                                           |                              | Sint - Catharinaplein 25                                     | 51° 29' 49" NB, 4° 17' 15" OL | 517119 | Meer afbeeldingen |
| Algemeen Burger Gasthuis | Sociale zorg, liefdadigh. | 1880-1881                                           | C.P. van Genk                | Van Dedemstraat 11                                           | 51° 29' 30" NB, 4° 17' 27" OL | 517120 | Meer afbeeldingen |
| Amsterdamsche Bank | Handel en kantoor         | 1925                                                |                              | Engelsestraat 28                                             | 51° 29' 45" NB, 4° 17' 18" OL | 517121 | Meer afbeeldingen |
| Herenhuis werd gebouwd in expressionistische stijl | Woonhuis                  | 1933                                                |                              | Faurestraat 41                                               | 51° 29' 60" NB, 4° 17' 11" OL | 517122 | Herenhuis werd gebouwd in expressionistische stijl |
| Huize St. Gertrudis | Woonhuis                  | 1855-1857                                           |                              | Goudenbloemstraat 2                                          | 51° 29' 49" NB, 4° 17' 20" OL | 517123 | Meer afbeeldingen |
| Winkel-woonhuis | Werk-woonhuis             | 1887                                                |                              | Grote Markt 22                                               | 51° 29' 37" NB, 4° 17' 14" OL | 517124 | Meer afbeeldingen |
| Vrijstaande villa is gebouwd in expressionistische stijl | Woonhuis                  | 1928                                                |                              | Halsterseweg 129                                             | 51° 30' 40" NB, 4° 16' 45" OL | 517125 | Upload foto |
| Herenhuis | Woonhuis                  | 1902                                                |                              | Hoogstraat 16                                                | 51° 29' 36" NB, 4° 17' 16" OL | 517127 | Herenhuis |
| Herenhuis | Woonhuis                  | 1902                                                |                              | Hoogstraat 18                                                | 51° 29' 36" NB, 4° 17' 16" OL | 517128 | Herenhuis |
| Electriciteitshuisje | Nutsbedrijf               | ca. 1920                                            |                              | Hoek Klooster/Huybergsest (bij)                              | 51° 29' 36" NB, 4° 17' 25" OL | 517129 | Electriciteitshuisje |
| Voormalige noodkerk | Kerk en kerkonderdeel     | 1918                                                | Jac. van Gils                | Lourdesplein 1                                               | 51° 29' 13" NB, 4° 17' 17" OL | 517130 | Voormalige noodkerk |
| Filtergebouw met twee dienstwoningen | Nutsbedrijf               | 1899                                                | D. de Leeuw                  | Olympialaan 68                                               | 51° 28' 45" NB, 4° 18' 40" OL | 517131 | Upload foto |
| Woonhuis in Expressionistische stijl | Woonhuis                  | 1928                                                | Leo de Bruyn                 | Noordsingel 95                                               | 51° 29' 54" NB, 4° 17' 17" OL | 517132 | Woonhuis in Expressionistische stijl |
| Villa de Vluchtheuvel | Woonhuis                  | 1930                                                |                              | Noordzijde Zoom 73                                           | 51° 30' 2" NB, 4° 17' 31" OL  | 517133 | Villa de Vluchtheuvel |
| Watertoren | Nutsbedrijf               | 1899                                                |                              | Parallelweg 127                                              | 51° 29' 22" NB, 4° 17' 45" OL | 517134 | Meer afbeeldingen |
| Vroegere distilleerderij met bovenwoning | Nijverheid                | 1911                                                |                              | Potterstraat 13-13a                                          | 51° 29' 41" NB, 4° 17' 6" OL  | 517135 | Meer afbeeldingen |
| Voormalige pakhuis | Opslag                    | 1901                                                |                              | Potterstraat 51                                              | 51° 29' 36" NB, 4° 17' 12" OL | 517136 | Voormalige pakhuis |
| Pand gebouwd als pastorie voor de nog te bouwen kerk | Kerkelijke dienstwoning   | 1917                                                |                              | Prins Bernhardlaan 64                                        | 51° 29' 15" NB, 4° 17' 17" OL | 517137 | Pand gebouwd als pastorie voor de nog te bouwen kerk |
| Onze-Lieve-Vrouw-van-Lourdeskerk (Bergen op Zoom) | Kerk en kerkonderdeel     | 1926-1928                                           |                              | Prins Bernhardlaan 66                                        | 51° 29' 13" NB, 4° 17' 19" OL | 517138 | Meer afbeeldingen |
| Woonhuis is gebouwd in eclectische stijl | Woonhuis                  | 1879                                                |                              | Stationsstraat 15                                            | 51° 29' 43" NB, 4° 17' 39" OL | 517139 | Woonhuis is gebouwd in eclectische stijl |
| Woonhuis is gebouwd in eclectische stijl | Woonhuis                  | 1879                                                |                              | Stationsstraat 17                                            | 51° 29' 43" NB, 4° 17' 40" OL | 517140 | Meer afbeeldingen |
| Woonhuis is gebouwd in eclectische stijl | Woonhuis                  | 1878                                                |                              | Stationsstraat 19                                            | 51° 29' 43" NB, 4° 17' 40" OL | 517141 | Meer afbeeldingen |
| Voormalige woonhuis in sobere eclectische stijl | Woonhuis                  | 1880                                                |                              | Stationsstraat 23-25                                         | 51° 29' 43" NB, 4° 17' 41" OL | 517142 | Meer afbeeldingen |
| Stationskoffiehuis | Horeca                    | 1880                                                |                              | Stationsstraat 33                                            | 51° 29' 42" NB, 4° 17' 43" OL | 517143 | Meer afbeeldingen |
| Hotel-restaurant William | Horeca                    | 1880                                                |                              | Stationsstraat 29a                                           | 51° 29' 43" NB, 4° 17' 43" OL | 517144 | Hotel-restaurant William |
| Dubbele woonhuis in Neorenaissance stijl met elementen van Chaletstijl | Woonhuis                  | 1884                                                | C.P. van Genk                | Stationsstraat 12a                                           | 51° 29' 42" NB, 4° 17' 35" OL | 517145 | Meer afbeeldingen |
| Winkel annex hotel met de naam Mariahoek | Winkel                    | 1900                                                |                              | Steenbergsestraat 1a t/m d                                   | 51° 29' 43" NB, 4° 17' 5" OL  | 517146 | Meer afbeeldingen |
| Woonhuis in neo-renaissance stijl | Woonhuis                  | 1892                                                |                              | Steenbergsestraat 27                                         | 51° 29' 47" NB, 4° 17' 3" OL  | 517147 | Woonhuis in neo-renaissance stijl |
| Poort met hekwerk | Fort, vesting en -onderdl | 1892                                                |                              | Steenbergsestraat 27                                         | 51° 29' 47" NB, 4° 17' 3" OL  | 517148 | Poort met hekwerk |
| Winkel-woonhuis | Winkel                    | 1893                                                |                              | Steenbergsestraat 50                                         | 51° 29' 50" NB, 4° 17' 3" OL  | 517149 | Winkel-woonhuis |
| Officierscasino | Sport en recreatie        | 1934                                                |                              | Burgemeester Stulemeijerlaan 1                               | 51° 29' 51" NB, 4° 16' 59" OL | 517150 | Officierscasino |
| Neo-gotische fontein werd vervaardigd in 1914 | Straatmeubilair           | 1914                                                |                              | Burg. Stulemeijerlaan;kruising met Bolwerk N/Z en Rijtuigweg | 51° 29' 55" NB, 4° 16' 57" OL | 517151 | Meer afbeeldingen |
| Gebouw T | Sport en recreatie        | 1887-1888                                           |                              | Wilhelminaveld 96                                            | 51° 29' 48" NB, 4° 16' 45" OL | 517152 | Gebouw T |
| Woonhuis in eclectische stijl | Woonhuis                  | 1888                                                |                              | Zuidzijde Haven 3a en b                                      | 51° 29' 42" NB, 4° 16' 50" OL | 517153 | Woonhuis in eclectische stijl |
| Tuinhuis | Tuin, park en plantsoen   | 1889                                                |                              | Engelsestraat bij 31                                         | 51° 29' 47" NB, 4° 17' 18" OL | 520325 | Upload foto |
| Boom der Liefde (voormalige pottenbakkerij) | Woonhuis                  | 17e eeuw                                            |                              | Dubbelstraat 57                                              | 51° 29' 45" NB, 4° 16' 39" OL | 524996 | Meer afbeeldingen |
| Predikantenwoning | Kerk en kerkonderdeel     | 1927                                                |                              | Bolwerk - Zuid 136                                           | 51° 29' 55" NB, 4° 17' 10" OL | 525032 | Meer afbeeldingen |
| Voormalige woonhuis | Woonhuis                  | 1879                                                | C.P. van Genk                | Stationsstraat 26                                            | 51° 29' 42" NB, 4° 17' 39" OL | 525799 | Meer afbeeldingen |
| Woonhuis in Eclectische stijl | Woonhuis                  | 1879                                                | C.P. van Genk                | Stationsstraat 28                                            | 51° 29' 42" NB, 4° 17' 40" OL | 525800 | Meer afbeeldingen |
| Woonhuis is gebouwd in eclectische stijl | Woonhuis                  | 1879                                                |                              | Stationsstraat 30                                            | 51° 29' 42" NB, 4° 17' 40" OL | 525801 | Meer afbeeldingen |
| Woonhuis is gebouwd in eclectische stijl | Woonhuis                  | 1879                                                |                              | Stationsstraat 32                                            | 51° 29' 42" NB, 4° 17' 41" OL | 525802 | Meer afbeeldingen |
| Woonhuis is gebouwd in eclectische stijl | Woonhuis                  | 1879                                                |                              | Stationsstraat 34                                            | 51° 29' 41" NB, 4° 17' 41" OL | 525803 | Woonhuis is gebouwd in eclectische stijl |
| R.K. Begraafplaats: grafkapel in neo-gotische stijl | Begraafplaats en -onderdl | 1894                                                |                              | Mastendreef 5                                                | 51° 29' 57" NB, 4° 19' 14" OL | 525847 | R.K. Begraafplaats: grafkapel in neo-gotische stijl |
| R.K. Begraafplaats: graftombe van Van den Bogaert-Asselbergs | Begraafplaats en -onderdl | 1890                                                |                              | Mastendreef 5                                                | 51° 29' 57" NB, 4° 19' 14" OL | 525848 | R.K. Begraafplaats: graftombe van Van den Bogaert-Asselbergs                                                                                                |
| R.K. Begraafplaats: graftombe van Asselbergs-Meyvis | Begraafplaats en -onderdl | 1880                                                |                              | Mastendreef 5                                                | 51° 29' 57" NB, 4° 19' 14" OL | 525849 | R.K. Begraafplaats: graftombe van Asselbergs-Meyvis |
| R.K. Begraafplaats: graftombe van Van der Heyden | Begraafplaats en -onderdl | 1870                                                |                              | Mastendreef 5                                                | 51° 29' 57" NB, 4° 19' 14" OL | 525850 | R.K. Begraafplaats: graftombe van Van der Heyden |
| R.K. Begraafplaats: graftombe van De Meulemeester-Van Hasselt | Begraafplaats en -onderdl | 1888-1900                                           |                              | Mastendreef 5                                                | 51° 29' 57" NB, 4° 19' 14" OL | 525851 | R.K. Begraafplaats: graftombe van De Meulemeester-Van Hasselt                                                                                               |
| R.K. Begraafplaats: graftombe van Dekkers-Asselbergs | Begraafplaats en -onderdl | 1880-1900                                           |                              | Mastendreef 5                                                | 51° 29' 57" NB, 4° 19' 14" OL | 525852 | Meer afbeeldingen |
| Bakhuisje | Boerderij                 | 1902                                                |                              | Molenzichtweg 14                                             | 51° 28' 43" NB, 4° 20' 35" OL | 525855 | Upload foto |
| Woonhuis | Woonhuis                  | 1896-1897                                           |                              | Stationsstraat 7                                             | 51° 29' 43" NB, 4° 17' 38" OL | 525856 | Woonhuis |
| Woonhuis is gebouwd in eclectische stijl | Woonhuis                  | 1879                                                |                              | Stationsstraat 16                                            | 51° 29' 42" NB, 4° 17' 37" OL | 525857 | Meer afbeeldingen |
| Woonhuis is gebouwd in eclectische stijl | Woonhuis                  | 1879                                                |                              | Stationsstraat 18                                            | 51° 29' 42" NB, 4° 17' 38" OL | 525858 | Meer afbeeldingen |
| Woonhuis is gebouwd in eclectische stijl | Woonhuis                  | 1879                                                |                              | Stationsstraat 20                                            | 51° 29' 42" NB, 4° 17' 38" OL | 525859 | Meer afbeeldingen |
| Woonhuis is gebouwd in eclectische stijl | Woonhuis                  | 1879                                                |                              | Stationsstraat 22                                            | 51° 29' 42" NB, 4° 17' 38" OL | 525860 | Meer afbeeldingen |
| Woonhuis is gebouwd in eclectische stijl | Woonhuis                  | 1879                                                |                              | Stationsstraat 38                                            | 51° 29' 41" NB, 4° 17' 42" OL | 525861 | Woonhuis is gebouwd in eclectische stijl |
| Woonhuis is gebouwd in eclectische stijl | Woonhuis                  | 1879                                                |                              | Stationsstraat 40                                            | 51° 29' 41" NB, 4° 17' 42" OL | 525862 | Meer afbeeldingen |
| Hoten-woonhuis met de naam "Nieuw-stationskoffiehuis" | Woonhuis                  | 1879                                                | C.P. van Genk                | Stationsstraat 42                                            | 51° 29' 41" NB, 4° 17' 43" OL | 525863 | Meer afbeeldingen |
| Graftombe in neoclassicistische stijl, bestemd voor de arts | Begraafplaats en -onderdl | 1835-1950                                           |                              | Begraafplaats                                                | 51° 29' 55" NB, 4° 18' 40" OL | 525864 | Upload foto |
| Klein neoclassicistisch grafmonument bestemd voor leden van de familie drabbe | Begraafplaats en -onderdl | 1835-1950                                           |                              | Begraafplaats                                                | 51° 29' 55" NB, 4° 18' 40" OL | 525865 | Upload foto |
| Woonhuis is gebouwd in eclectische stijl | Woonhuis                  | 1881                                                |                              | Stationsstraat 11                                            | 51° 29' 43" NB, 4° 17' 39" OL | 525871 | Meer afbeeldingen |
| Woonhuis is gebouwd in eclectische stijl | Woonhuis                  | 1881                                                |                              | Stationsstraat 1313a                                         | 51° 29' 43" NB, 4° 17' 39" OL | 525873 | Meer afbeeldingen |
| de Grebbe | Waterweg, werf en haven   |                                                     |                              | Kremerstraat                                                 | 51° 29' 43" NB, 4° 16' 34" OL | 526414 | Meer afbeeldingen |
| Blokstallen | Bijgebouwen               | 1785                                                |                              | Blokstallen 2                                                | 51° 29' 47" NB, 4° 16' 53" OL | 530715 | Meer afbeeldingen |
| Groot Arsenaal | Militaire opslagplaats    | 1764                                                |                              | Rijtuigweg 44                                                | 51° 29' 51" NB, 4° 16' 32" OL | 531079 | Meer afbeeldingen |
| Klein Arsenaal | Militaire opslagplaats    | 1787                                                |                              | Dubbelstraat 90                                              | 51° 29' 48" NB, 4° 16' 34" OL | 531081 | Meer afbeeldingen |